# Буде из Бамијана
Будине статуе у Бамијану налазиле су се у долини Бамијан (Авганистан) на висини од око 2.500 м. Долина дела планине Хиндукуша од "Кох-и-Баба" и налази се око 230 км северозападно од Кабула. 2001. Талибани су их уништили упркос протестима из целог света. То су биле највеће статуе усправног Буде на свету. Културни предео и археолошки остаци долине Бамијан су 2003. године уписани на УНЕСКО-в Списак места Светске баштине у Азији и Аустралазији и одмах су доспеле на списак угрожених места Светске баштине.
Статуе су исклесане у 6. веку у црвеном пешчару. Археолози сматрају, да се време настајања мање статуе може датирати око 500., а велике око 550. године. Мања је висока око 34,5 метара, а велика 55 м. О томе у литератури постоје различити подаци, што произлази из коришћења различитих мерних јединица као и различитих метода мерења. Претпоставља се да се, скривена под земљом, налази једна још већа статуа лежећег Буде. Та статуа би била значајно више изложена атмосферским утицајима од оних у нишама стена, па би вероватно била и врло оштећена. Кинески редовник Xуанзанг (често и Hsuan-Tsang) је 632. год. на путу према Индији прошао долином Бамијан, и у свом извештају спомиње да је у долини видио лежећег Буду, наводећи да је био дуг око 300 м. Према неким изворима, становници долине су, бојећи се њеног уништења након пропасти Сасанида у 7. веку, статуу сакрили.

## Историја
Статуе су настале под утицајем гандарске уметности , која се развила у истоименој покрајини на северозападу Индије. То подручје развило се у значајно културно средиште под утицајем културе Индије на југу, Кине на истоку и разних народа на западу и северозападу. Уз то, од средине 1. веку п. н. е. овде се смењују и различити владари, па тако након персијанаца Ахеменидске династије долази Александар Велики, затим Бактри, Куши и Бели Хуни. Кад је подручје Гандаре постало део индијског Мауријског царства, будизам се шири и постаје доминантан.
У време настајања статуа Буде, подручје је било под владавином Белих Хуна. Краљ Канишка, који је владао подручјем Бамијана у 1. веку, прихватио је будизам и поставио основе да долина постане циљ редовника и ходочасника. Долина се налазила на путу од Бактрије до долине реке Кабул, на раскршћу трговинских и ходочасничких путова између Кине и простора Персије и Средоземља - што је јужни огранак пута свиле, као и најважнијих путних веза између Индије и трговачких средишта средишње Азије, Самарканда, Бухаре и Ташкента. То је допринело како културном, тако и материјалном благостању регије што је омогућило изградњу дивовских Будиних статуа. Према извештају Xуанзанга, статуе су првобитно биле пресвучене златом и украшене драгим камењем.
Дуж пута свиле у средишњој Азији настала су бројна различито велика и значајна насеља, градови и царства, који су до продора ислама у ово подручје од 7. века били обележени будизмом. Бамијан је у 6. веку био један од већих будистичких центара где је живело више хиљада будистичких редовника. У стени у коју су уклесане статуе, налазиле су се исто тако уклесане пећине у којима су редовници живјели и молили се, а биле су украшене богатим фрескама и штукатурама. Око статуа уклесани су ходници и галерије. Један тим јапанских археолога проценио је број тих стамбених пећина на 900. Једна старија хроника наводи број од 12.000 таквих пећина у целом подручју Бамијана.
Како је ислам потискивао будизам, статуе су губиле на значењу и врло рано постају циљ пљачке (иконоклазам) јер представљање ликова људи није било пожељно. Тако су статуе прво изгубиле украсе и накит, затим лица и руке, између осталог у покушајима уништења у 17. веку.
Без обзира на то, до окупације Совјета 1979. год. Бамијан је био значајно међународно туристичко одредиште. У време ратова који су следили иза тога, плато на врху до 100 метара високих стена са статуама био је често предмет огорчених борби, јер се с њега могла добро контролисати долина на југу. Тако су се на том положају смењивале Совјетске јединице, муџахедини и на крају талибани. Пећине су коришћене као магацини за оружје. У септембру 1998. талибани су разорили лице мањег Буде. У фебруару и марту талибани су 28 дана узалуд покушавали уништити статуе гађајући их из топова, тенкова и ракетама. Након тога, по наређењу муле Мохамеда Омара статуе су миниране и 12. марта 2001. године, разорене. након што их је талибанска влада прогласила да представљају идоле.
Разарање нису успели спречити бројне интервенције УНа и како западних тако и исламских влада и организација. Поред статуа у Бамијану, уништени су и готово сви будистички предмети у Кабулском музеју. То је било ненадоместиво благо ране будистичке уметности регије Гандара од 1. века п. н. е.

## Обнова
Данас остаци леже у и испред ниша, које су такође оштећене, и прети опасност да се и оне уруше. О евентуалној обнови статуа постоје контроверзна мишљења. Становници тог подручја изјашњавају се за њихову обнову. Рестаурирање би омогућило да остану културни споменик, а и подстицало би туризам. Други сматрају да све треба остати тако како је сад, да буде упозорење, споменик људском варваризму.
За сада није донета коначна одлука, а тимови швајцарских и немачких стручњака прикупљају, обрађују и спремају обрађене и идентификоване делове статуа у складиште испред велике статуе.